# Kura Kaupapa Māori
En Nouvelle-Zélande, les écoles Kura Kaupapa Māori sont des établissements scolaires d'immersion linguistique en langue maorie.
Fondées à partir de 1985, elles visent à faire perdurer la langue maorie chez les peuples autochtones de l'archipel. 

## Historique

### Contexte
Le contexte de la création des écoles Kura Kaupapa Māori est notamment celui de la perte de la culture et de la langue maories. Ainsi, en 1913, plus de neuf écoliers māoris sur dix pouvaient parler la langue ; en 1975, ce chiffre était tombé à moins d'un sur vingt.

### Prémices: leskōhanga reo
Face à ce constat, les Māoris lancent le mouvement kōhanga reo visant à placer les enfants d'âge préscolaire dans un milieu d'immersion linguistique en impliquant les whānau. La première kōhanga reo est ouverte à Wainuiomata en 1982 ; dès l'année suivante, une centaine de nouvelles structures sont créées. En 1993, et malgré le peu d'aides financières du gouvernement, 819 kōhanga reo accueillant plus de quatorze mille enfants. Toutefois, les normes se durcissant, un certain nombre de structures n'obtiennent pas le renouvellement de leur autorisation de recevoir du public ; en 2009, seules 464 entités sont recensées.

### Création

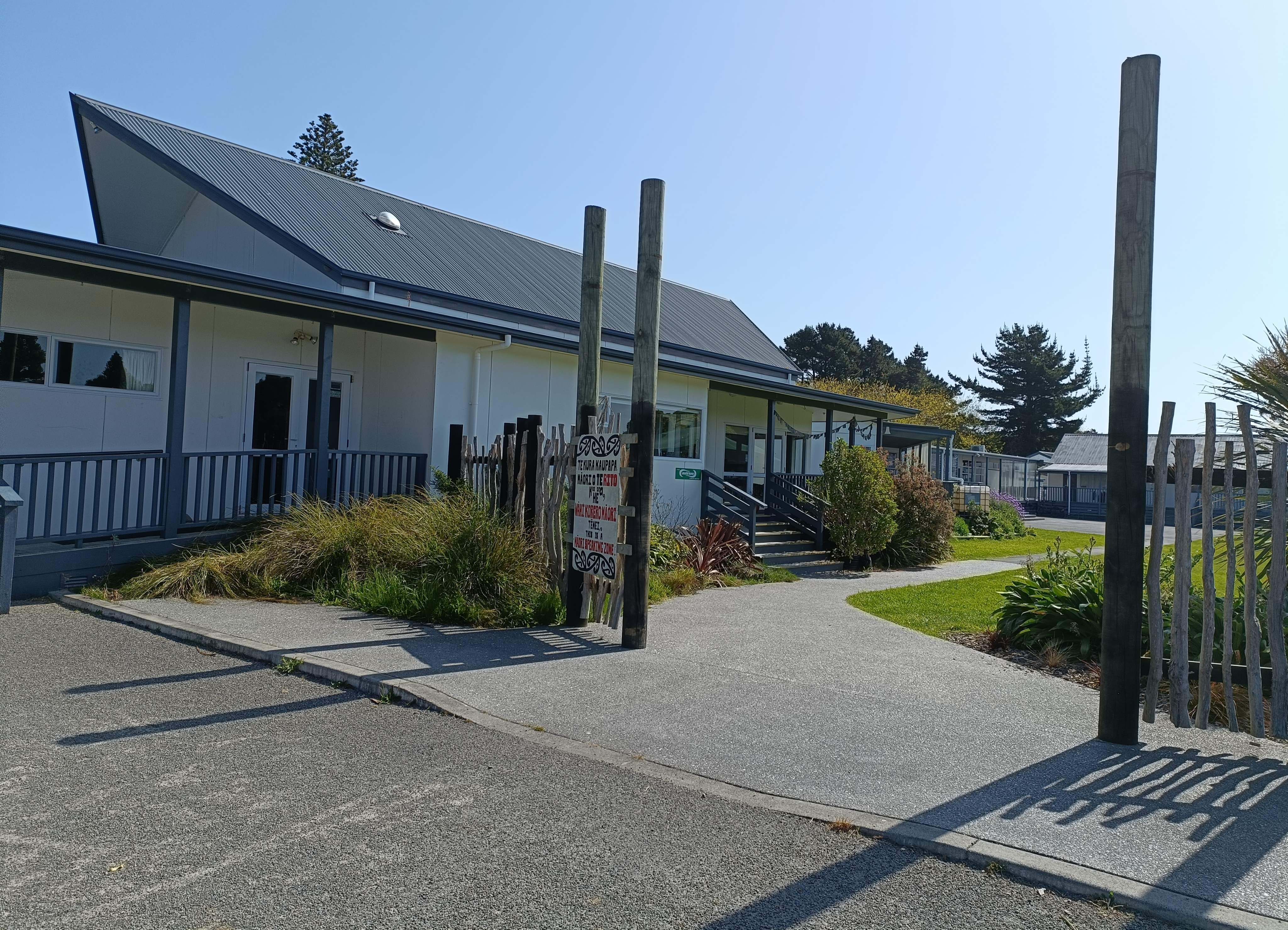
L'école mi dans le district de Kapiti Coast.

La première Kura Kaupapa Māori est créée à West Auckland (en) en 1985. Son nom est Te Kura Kaupapa Maori o Hoani Waititi. Durant les quatre premières années, les premières écoles construites ne fonctionnent que grâce aux frais d'inscription fournis par les parents. L'Education Act 1989 reconnaît l'existence légale de ces écoles,.

### Développement
Au cours des années 1990, les Kura Kaupapa Māori se développement assez rapidement, puis le développement est plus limité durant les années 2000. En 2009, le pays compte 73 écoles regroupant environ six mille élèves. Les écoles ont souvent commencé par être des structures d'enseignement primaire dans lesquelles le cadre d'enseignement secondaire est rajouté par la suite. Dans la foulée, est ouvert en 1992 le Te Whare Wānanga o Awanuiārangi (en), qui est un wānanga, accrédité en 2004 pour former les étudiants jusqu'au doctorat, ce qui est une première mondiale pour une langue indigène.

## Statut
Les écoles Kura Kaupapa Māori sont principalement régies par la section 155 de l''Education Act 1989, repris dans l'amendement sur l'éducation (Te Aho Matua) de 1999. La désignation d'une école comme Kura Kaupapa Māori est effectuée par le ministre, de même que le retrait du statut. La création peut être faite ex nihilo ou par conversion d'une structure existante,.

## Pédagogie
Les principes éducatifs sur lesquels sont fondées les écoles Kura Kaupapa Māori se nomment Te Aho Matua. Ces principes sont au nombre de six, écrits dans un style volontairement elliptique, qui permet dans la tradition maorie une interprétation plutôt qu'une simple application de règles,.
Le premier de ces principes est Te ira Tangata, qui exprime la valeur intrinsèque de l'humain, et particulièrement de l'enfant. Il s'appuie notamment sur deux proverbes maoris qui célèbrent la valeur unique et singulière du moindre être humain, et l'image de l'enfant comme figure particulière du peuple océanien ayant essaimé depuis la Polynésie. Le second principe est le plus connu, Te reo, l'enseignement en langue maorie. S'inspirant de nombreuses expériences de bilinguisme menées dans différents pays, le principe retenu est celui de l'immersion linguistique, en visant chez les élèves à une parfaite maîtrise des deux langues maorie et anglaise.
Le Ngā iwi est le troisième principe. Il établit que les enfants doivent pouvoir se référer à une structure de socialisation jouant le rôle traditionnel de l'iwi, et proposant le whanau pour jouer ce rôle. Dans cette optique, chaque membre du whanau doit contribuer à l'éducation de tous les enfants, en veillant particulièrement sur ceux venant de familles dysfonctionnelles ou monoparentales. Ce principe établit également que les écoles ne doivent pas être trop importantes, afin que puisse se constituer cette solidarité.
Le quatrième principe s'intitule Te ao : il vise à entretenir chez l'enfant l'émerveillement constant et la soif de découvrir le monde . La tâche des adultes est donc d'entretenir cette fascination, tout en éveillant l'enfant à l'équilibre naturel et la protection de l'environnement. Le cinquième principe, Ahuatanga ako, régit quant à lui les méthodes d'enseignement, prônant un apprentissage heureux et stimulant, valorisant notamment l'écoute, la réflexion et la concentration, la visualisation et l'observation, le toucher, la sensation et la manipulation, le questionnement et la discussion, l'analyse et la synthèse, la vérification des hypothèses et l'exploration créative.
Le sixième principe est Te tino Uaratanga forme une conclusion en se projetant sur le long terme et en imaginant ce que pourraient devenir des enfants ayant effectué leur scolarité dans le système Kura Kaupapa Māori après leur diplôme : « un être humain qui fonctionne pleinement et dont les attributs personnels sont reconnus, nourris et mis en valeur ».